# Emancipação das mulheres
A emancipação das mulheres é o processo da mulher de obter autonomia e plenos direitos culturais, legais e políticos; que lhe foi vetada durante séculos por causa do gênero.

## História
Na era primitiva, enquanto caçadores-coletores, as funções eram distribuídas conforme a força física do indivíduo, independente do gênero; e as responsabilidades com as crianças era do coletivo. Mulheres participavam da caça, do transporte e do corte da carne. No período em que os assentamentos se tornaram fixos e começaram a trabalhar na agricultura, a função da mulher na sociedade passou a ser doméstica, voltada para os cuidados do lar e dos filhos. Na Grécia antiga e durante o Império Romano, era vetado às mulheres de participarem da vida pública, não tinham direito a propriedade e estavam sob a tutela absoluta do homem.
Na idade média, as mulheres só tinham direito a propriedade e a chefiar uma família quando viúvas. Muitas mulheres que iam contra essa submissão, eram retratadas como bruxas ou feiticeiras, e eram perseguidas e levadas à morte. Com o passar dos tempos, as mulheres puderam ser inseridas no mercado de trabalho, somente em funções domésticas.
Em meados do século XVIII, novas funções no mercado de trabalho puderam ser ocupadas por mulheres; esses contratos de trabalho eram negociados pelo pai ou marido, e o salário recebido pela mulher ficava sob a posse do pai ou do marido.
A filósofa inglesa Mary  Wollstonecraft foi uma das pioneiras a brigar pelos direitos femininos. Em 1792, Wollstonecraft publicou a "Reivindicação dos Direitos da Mulher", onde reivindicava direitos igualitários entre homens e mulheres, na esfera política, na educação e no âmbito trabalhista. Entre o final do século XIX e meados do século XX, diversos países passaram a conceder direito de voto para as mulheres. Sendo o primeiro país a Nova Zelândia, em 1893; seguida pela Austrália, em 1902; e Finlândia, em 1906. Por volta dos anos de 1950, mais de 100 países concediam o direito de voto para as mulheres.

### Brasil
As mulheres brasileiras, sob o Código Civil de 1906, eram obrigadas a ser tuteladas pelo pai ou marido. Mulheres casadas precisavam da permissão do companheiro para receber heranças, trabalhar fora de casa, viajar ou comprar um bem. No ano de 1932, através do Decreto 21.076/32 do Código Eleitoral, a mulher conquistou o direito de votar e ser votada. Em 1962, sob o Código Civil de 27 de agosto, a tutela do pai ou marido sobre as mulheres foi revogada. Na redemocratização, sob a nova Constituição Brasileira de 1988, as mulheres brasileiras conquistaram leis que asseguravam melhores direitos, como a igualdade jurídica entre homens e mulheres, entre outros.

### Portugal
No ano de 1603, as Ordenações Filipinas concederam o direito para as mulheres portuguesas, que eram viúvas ou solteiras, de vender, comprar ou arrendar um bem. As mulheres conquistaram o direito de ingressar na faculdade de medicina, no ano de 1870. E, por volta de 1930, passaram ater direito de trabalhar em repartições públicas. Em 1933, os direitos conquistados pelas mulheres portuguesas foram revogadas pelo Estado Novo. Mulheres casadas só podiam viajar, trabalhar e comprar bens mediante permissão do companheiro; as mulheres não podiam exercer cargos públicos administrativos; dependendo da profissão exercida, a mulher era proibida de casar ou tinha que pedir autorização do governo. Tiveram o direito de votar, no ano de 1931, com restrições. Somente com a queda do Estado Novo, em 1974, as mulheres portuguesas voltaram a emancipar-se, a possuir autonomia econômica, direito ao voto sem restrições e exercer funções públicas.

### Angola
Antes do domínio português sobre a Angola, as mulheres eram responsáveis pela administração doméstica e dos clãs, possuíam voz política, tendo uma figura masculina como seu porta-voz. Durante o domínio português, as mulheres angolanas foram obrigadas a ficar subordinadas ao homem, sendo restritas a área de trabalho domésticos e agrícolas. Com a independência de Angola e o reconhecimento da participação das mulheres na luta armada pela libertação do país, o novo governo, através da Lei Fundamental do Governo Provisório, de junho de 1975, deu a mulher angolana o direito de possuir independência econômica e autonomia, lhes permitindo acesso ao trabalho, a educação e a saúde.